# McKees Rocks, Pennsylvania
McKees Rocks là một thị trấn thuộc quận Allegheny, tiểu bang Pennsylvania, Hoa Kỳ. Năm 2010, dân số của thị trấn này là 6104 người.